# Fuchsmanguste
Die Fuchsmanguste (Cynictis penicillata) ist eine Säugetierart aus der Familie der Mangusten (Herpestidae) und ist nach ihrem fuchsähnlichen Äußeren benannt. Sie gehört zu den häufigeren Säugetieren Afrikas und lebt oft vergesellschaftet mit Erdmännchen.

## Merkmale
Die Fellfarbe wechselt mit dem Verbreitungsgebiet. Südliche Unterarten haben ein rötlich-gelbliches, nördliche ein gelbgraues Fell. Bei manchen Tieren kommt es zusätzlich zu einem saisonalen Fellwechsel: während der Sommermonate ist es rötlicher, im Winter blasser. Die Unterseite und die Schwanzspitze sind weiß gefärbt. Die kurzen, runden Ohren und der buschige Schwanz verstärken das fuchsähnliche Aussehen. Die Kopfrumpflänge beträgt 27 bis 38 Zentimeter, hinzu kommen 18 bis 28 Zentimeter Schwanz. Das Gewicht erwachsener Tiere beträgt 440 bis 800 Gramm, in Ausnahmefällen bis zu 1 Kilogramm.

## Verbreitung und Lebensraum

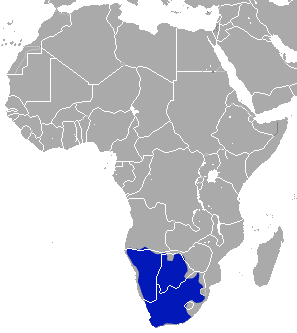
Verbreitungsgebiet der Fuchsmanguste

Die Fuchsmanguste lebt im südlichen Afrika, genauer gesagt in Südafrika, Namibia, Botswana, Simbabwe und dem südlichen Angola. Ihre bevorzugten Habitate sind Savannen und Halbwüsten.

## Lebensweise
Fuchsmangusten sind tagaktive Tiere, die nachts in ihren Bauen bleiben. Sie können graben, bevorzugen aber das Übernehmen von bereits vorhandenen Bauen, die zum Beispiel von Erdhörnchen oder Springhasen angelegt wurden. Manchmal bewohnen sie gemeinsame Baue mit Erdmännchen. Sie leben in Familiengruppen, die meist aus vier bis acht Tieren bestehen.
Die Nahrung der Fuchsmanguste besteht meistens aus Insekten, zu weit geringeren Anteilen auch aus Nagetieren, Vögeln und Eiern.

## Fortpflanzung

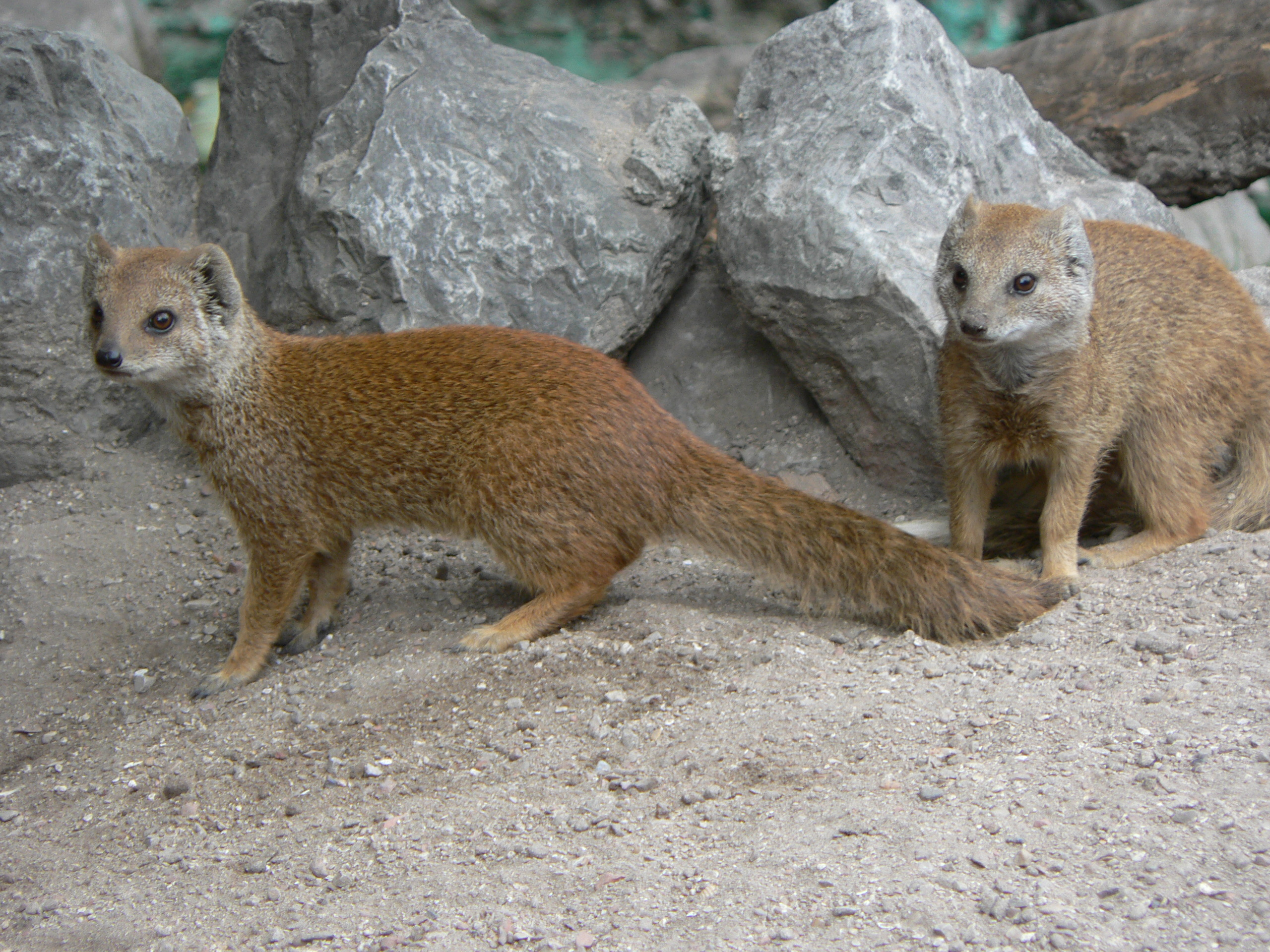
Fuchsmangusten im Zoo von Lille

Ein- oder zweimal im Jahr bringen die Weibchen nach rund 60- bis 62-tägiger Tragzeit ein bis drei (meist zwei) Jungtiere zur Welt. Diese werden nach sechs bis acht Wochen entwöhnt und mit rund einem Jahr geschlechtsreif. Die Lebenserwartung beträgt bis zu 15 Jahre in menschlicher Obhut.

## Bedrohung
In Südafrika ist die Fuchsmanguste der wichtigste Überträger der Tollwut. Da außerdem ihre Baue Ackerland zerstören können, sind viele Farmer dazu übergegangen, die Baue zu begasen oder Giftköder auszulegen. Trotzdem ist die Fuchsmanguste allgemein noch häufig und nicht bedroht.
Dementsprechend führt die Weltnaturschutzunion IUCN diese Mangustenart in der Roten Liste gefährdeter Arten, stellt sie aber in die Kategorie nicht gefährdet (least concern).